# Rébellion de Mäntsälä
La rébellion de Mäntsälä, Mäntsälän kapina en finnois, est un des évènements les plus troubles de l'Histoire de la Finlande. Elle marque un tournant majeur : jamais les partis pro-fascistes n'ont été aussi proches de prendre le pouvoir.

## Origines
Au début de l'année 1932, la Finlande est durement touchée par la Grande Dépression. Le chômage et la pauvreté sont alors massifs.
Dans le même temps, le mouvement de Lapua a gagné de nombreux sympathisants, inquiets du retour en grâce des anciens "rouges" vaincus pendant la guerre civile.
L'escalade de la tension été très nette pendant trois ans :
- La fondation du mouvement de Lapua intervient le 1er décembre 1929, lorsqu'un mélange hétéroclite de paysans d'Ostrobotnie, de gardes civiques, de nationalistes et de sympathisants fascistes interrompt violemment un meeting communiste dans la ville de Lapua.
- L'été 1930 voit de nombreuses manifestations et marches paysannes, attaquant et détruisant les journaux communistes à Oulu et Vaasa notamment. Le 7 juillet, une grande marche de 12 000 hommes arrive à Helsinki pour faire pression sur le pouvoir, qui vote dans l'urgence un Acte de protection de la République pour interdire les journaux communistes.
- La fin de l'année voit le durcissement du mouvement, qui enlève et agresse des militants de gauche, syndicalistes, et même sociaux-démocrates. Plusieurs sont exécutés, et les autres sont relâchés à la frontière de l'URSS avec une claire invitation à émigrer de l'autre côté. Cette vague de violence culmine avec l'enlèvement de l'ancien président Kaarlo Juho Ståhlberg, ébauche d'un coup d'État. Le soutien populaire n'est alors pas assez fort, et le mouvement se scinde dans les mois suivants, devenant totalement contrôlé par les plus extrémistes.
- Le mouvement met la violence en sourdine et se tourne vers la politique, le candidat de son choix, Pehr Evind Svinhufvud, est élu président en 1931.

Plus rien ne semble alors s'opposer à la prise du pouvoir par le mouvement de Lapua.

## Déroulement
Le 27 février 1932, 400 membres de la milice des gardes civiques, légèrement armés, interrompent un meeting du parti social-démocrate à Mäntsälä, non loin d'Helsinki. Ils sont rejoints dans les heures suivantes par tous les leaders du mouvement de Lapua et par des centaines d'autres gardes civiques. L'ancien chef d'État-major de l'armée, le général Kurt Martti Wallenius, prend la tête du soulèvement.
Les hommes demandent la démission du gouvernement et un changement radical de politique.
Après deux jours de flottement, le gouvernement décide d'utiliser l'Acte de protection de la république voté deux ans plus tôt sous la pression des miliciens pour arrêter les organisateurs du coup d'État. Dans le même temps, la défense d'Helsinki est renforcée et les troupes de l'armée régulière sous le commandement du général Aarne Sihvo se préparent à écraser la rébellion.
Le face à face armé ne dure pas longtemps. La population est majoritairement hostile et le président Svinhufud, bien que profondément anticommuniste, se dresse contre les rebelles. Dans son discours à la radio du 2 mars 1932, il met en jeu tout son prestige personnel et demande aux soldats de désarmer, promettant que seuls les meneurs seront sanctionnés :
« Tout au long de ma longue vie, j'ai combattu pour préserver la loi et la justice, et je ne peux pas permettre aujourd'hui que la loi soit piétinée et les citoyens entraînés dans un conflit armé les uns contre les autres.....Agissant aujourd'hui sous ma propre responsabilité, sans dépendre de quiconque, et ayant pris l'initiative de ramener la paix dans le pays, chaque manœuvre secrète sera maintenant considérée comme dirigée non seulement contre l'ordre légal, mais aussi contre moi - moi qui ai moi-même marché dans les rangs des gardes civiques comme défenseur de la paix sociale.....La paix doit être rétablie dans notre pays aussi promptement que possible, et les défauts existant dans la vie de notre nation doivent ensuite être éliminés dans le cadre de l'ordre légal. »
Son appel trouve des soldats largement imbibés d'alcool et peu prompts au combat, qui désarment rapidement. Les meneurs sont arrêtés quelques jours après et envoyés en détention.

## Conséquences
Le coup de force a échoué en raison de la très faible préparation des rebelles et de leur sous-estimation de la résistance du gouvernement. Il marque le pic des tensions entre extrémistes de droite et de gauche dans l'entre-deux-guerres en Finlande.
Les meneurs passeront plusieurs mois en prison, et leur réhabilitation ne sera jamais complète. Le mouvement de Lapua est interdit le 21 novembre 1932, et jamais son successeur, le mouvement patriotique, ne retrouvera une telle audience dans l'électorat. L'amélioration des conditions économiques chasse le danger du fascisme et la montée du risque de guerre ressoude la population qui fait bloc derrière des dirigeants.